# Бенедикт-фьорд
Бенедикт-фьорд — фьорд на Земле Пири, в северной Гренландии. На севере фьорд выходит в море Линкольна Северного Ледовитого океана.
Фьорд был назван Робертом Пири в честь нью-йоркского банкира и яхтсмена Е. К. Бенедикта, одного из видных членов Арктического клуба Пири.

## География
Бенедикт-фьорд расположен к востоку от Хант-фьорда, около 30 километров к западу от Сэндс-фьорда. Направление фьорда — с юго-востока на северо-запад примерно на 20 километров.
У Бенедикт-фьорда имеется два крупных ответвления: ледник А. Хармсворта спускается с хребта Рузвельта на восточной стороне Бенедикт-фьорда, а меньшая ветвь тянется к югу от западного фланга фьорда. С восточной стороны фьорд ограничен Землей Гертруды Раск. Оба берега фьорда в значительной степени покрыты льдом.

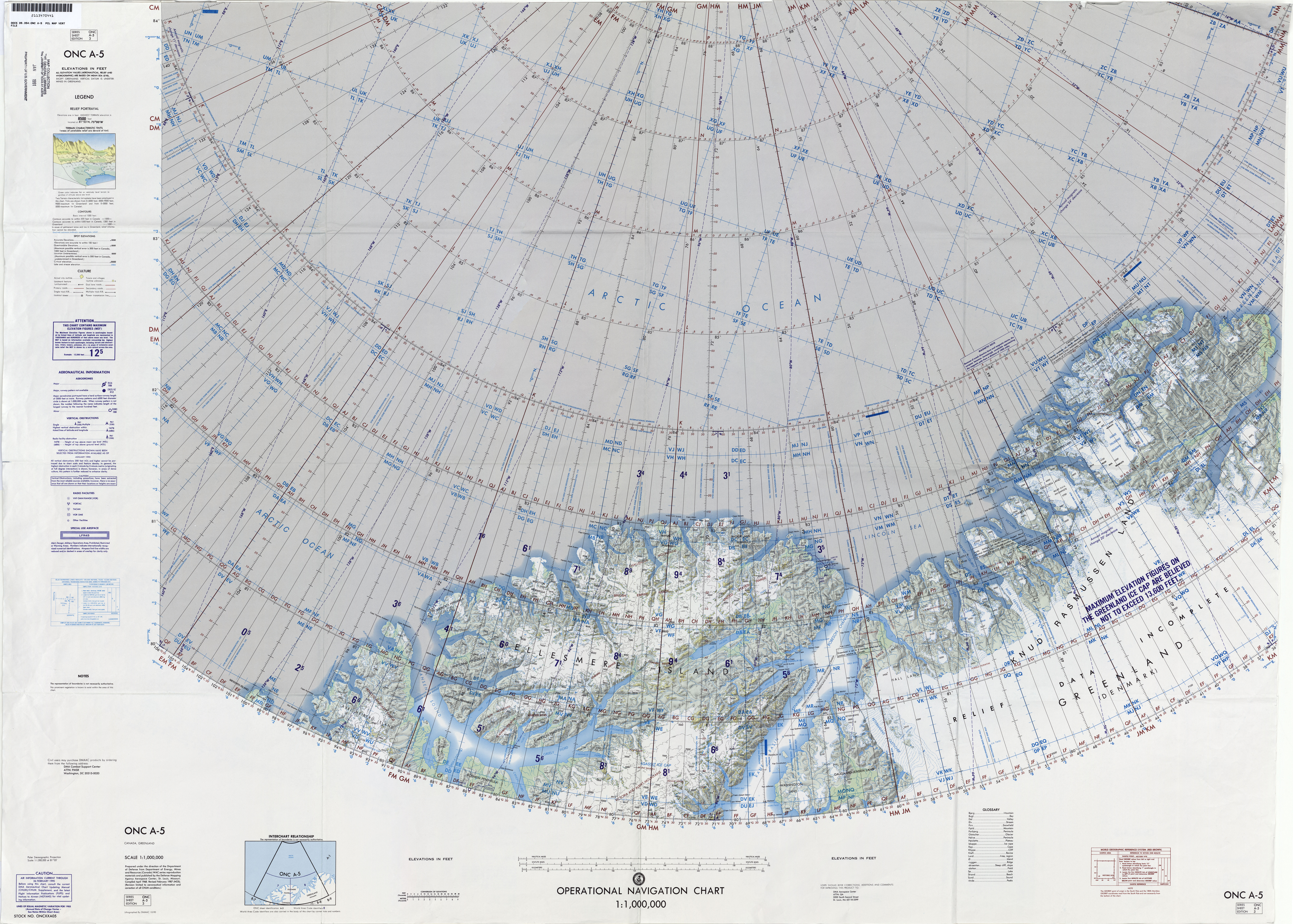
Карта северного острова Элсмир и далекой Северной Гренландии.